# Ферма (Підляське воєводство)
Ферма (пол. Ferma) — село в Польщі, у гміні Бранськ Більського повіту Підляського воєводства.
Населення — 74 особи (2011).
У 1975-1998 роках село належало до Білостоцького воєводства.

## Демографія
Демографічна структура станом на 31 березня 2011 року:
|          | Загалом | Допрацездатний вік | Працездатний вік | Постпрацездатний вік |
| -------- | ------- | ------------------ | ---------------- | -------------------- |
| Чоловіки | 37      | 12                 | 18               | 7                    |
| Жінки    | 37      | 6                  | 21               | 10                   |
| Разом    | 74      | 18                 | 39               | 17                   |